# فيليكس وينثر
فيليكس وينثر (بالدنماركية: Felix Winther)‏ هو لاعب كرة قدم دنماركي، ولد في 18 مايو 2000.

## وصلات خارجية
- فيليكس وينثر على موقع اتحاد النرويج (النرويجية)
- فيليكس وينثر على موقع قاعدة بيانات كرة القدم.إي يو (الإنجليزية)
- فيليكس وينثر على موقع Soccerway.com (الإنجليزية)